# Милош Јовановић (социолог)
Милош Јовановић (Прокупље, 7. фебруар 1977) српски је социолог и универзитетски предавач. Јовановић је доцент на департману за социологију на Филозофском факултету Универзитета у Нишу. 
Најпознатији је по својим чланцима и књигама који се тичу проблема религије, идентитета и ЛГБТ+ популације. Дипломирао је социологију 2004. на факултету на коме ради као доцент. 
Такође је у разним стручним часописима објавио велики број чланака (Став према религији и родни идентитет, Да ли Бог говори мојим језиком, О истраживању религиозних нехетеросексуалаца у Србији и др)
Ожењен је и са супругом живи у Нишу.

## Дела
- Идентитет, религиозност, сексуалност: проблем идентитета религиозних ЛГБТ особа у Србији (2016, Медитеран паблишинг)[3][4]
- Симболички сукоби око причешћа у Србији за време пандемије (2022, Филозофски факултет, Ниш)